# Сквер міськлікарні
Сквер міськліка́рні (дендроса́д Ла́удона) — парк-пам'ятка садово-паркового мистецтва місцевого значення в Україні. Розташований у місті Ужгороді Закарпатської області, на вулиці Ф. Ракоці, 3. 
Площа 0,4 га. Статус надано згідно з рішенням Закарпатського облвиконкому від 18.11.1969 року № 414, та від 25.07.1972 року № 243. Перебуває у віданні Ужгородської міської лікарні. 
Статус надано з метою збереження скверу (дендросаду) з екзотичними віковими деревами. Зростають гінкго дволопатеве, бук лісовий (ряболистий), сосна чорна (австрійська), кипарис болотний, криптомерія японська, тис ягідний, магнолія Суланжа та інші. 
Дендросад закладений 1896 року професором Ужгородської гімназії І. Лаудоном. 

## Галерея

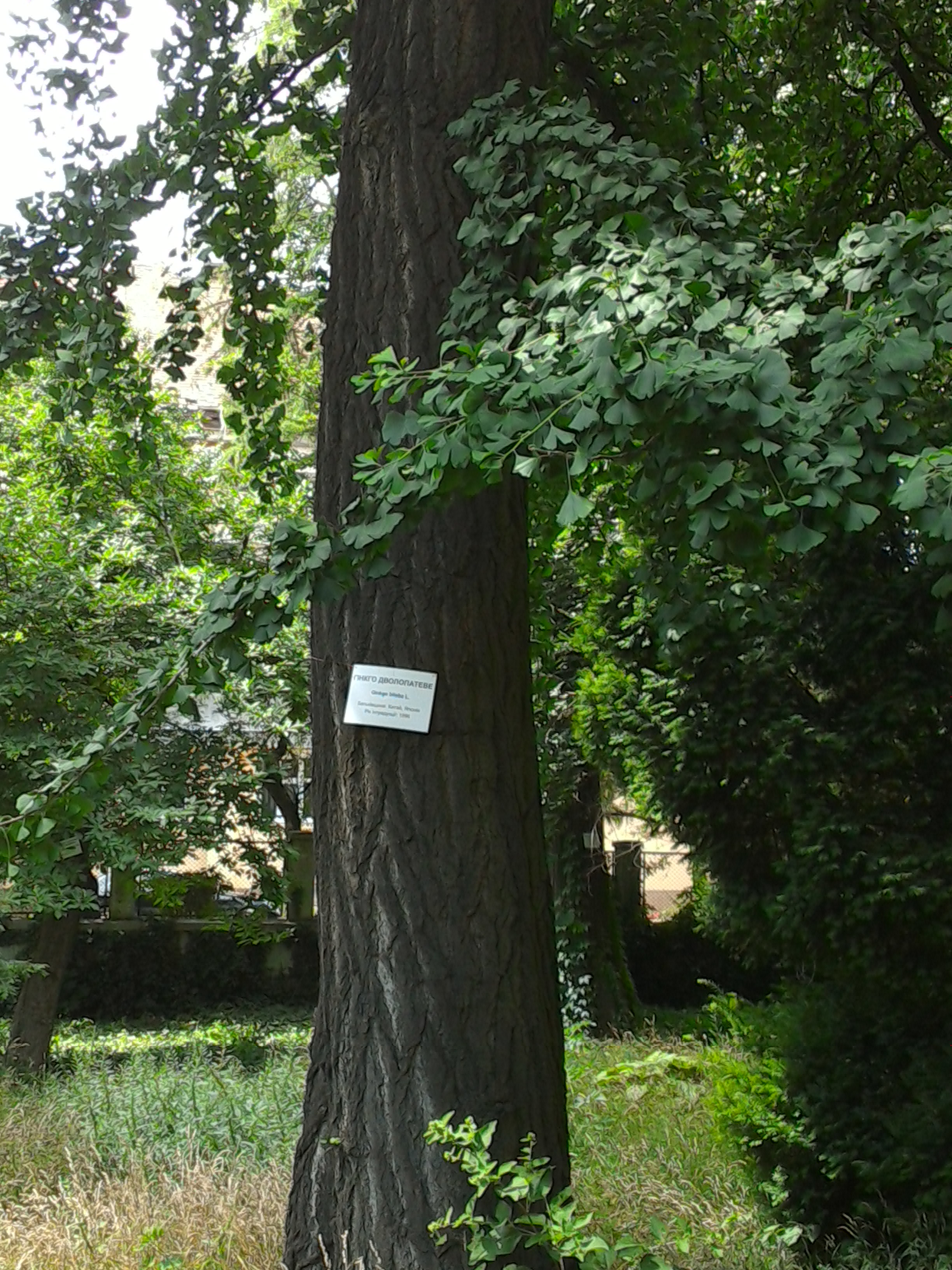
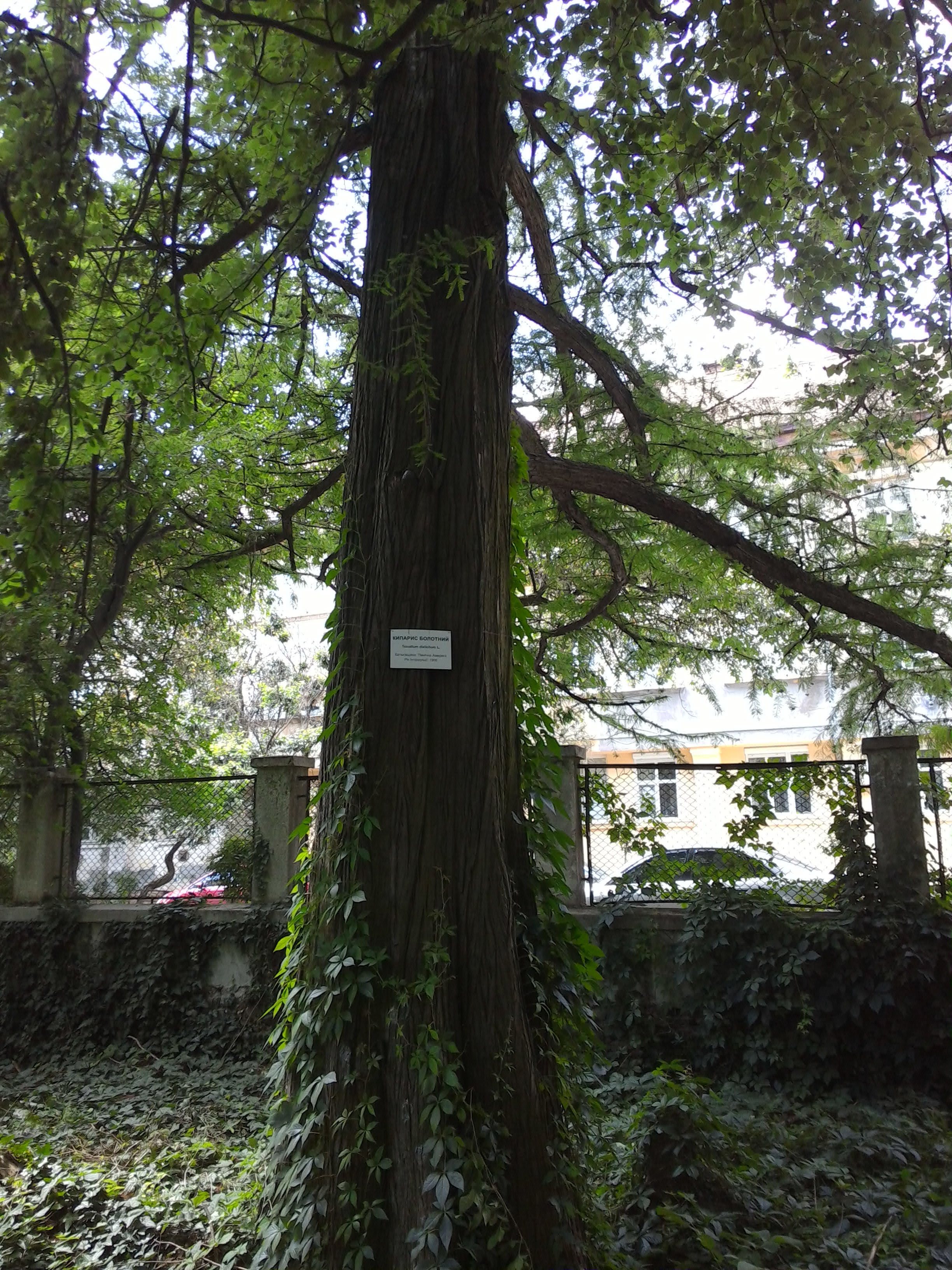
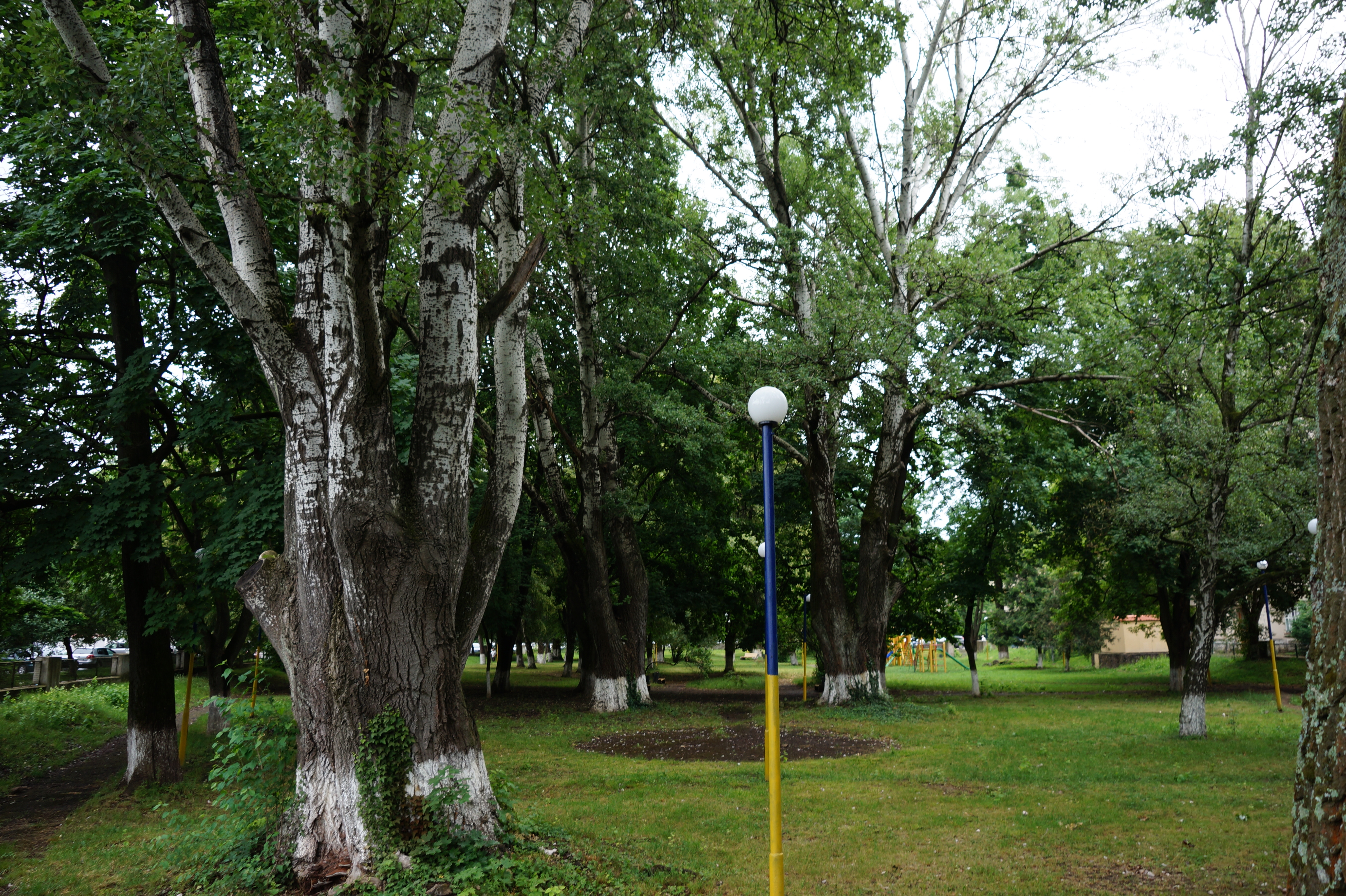
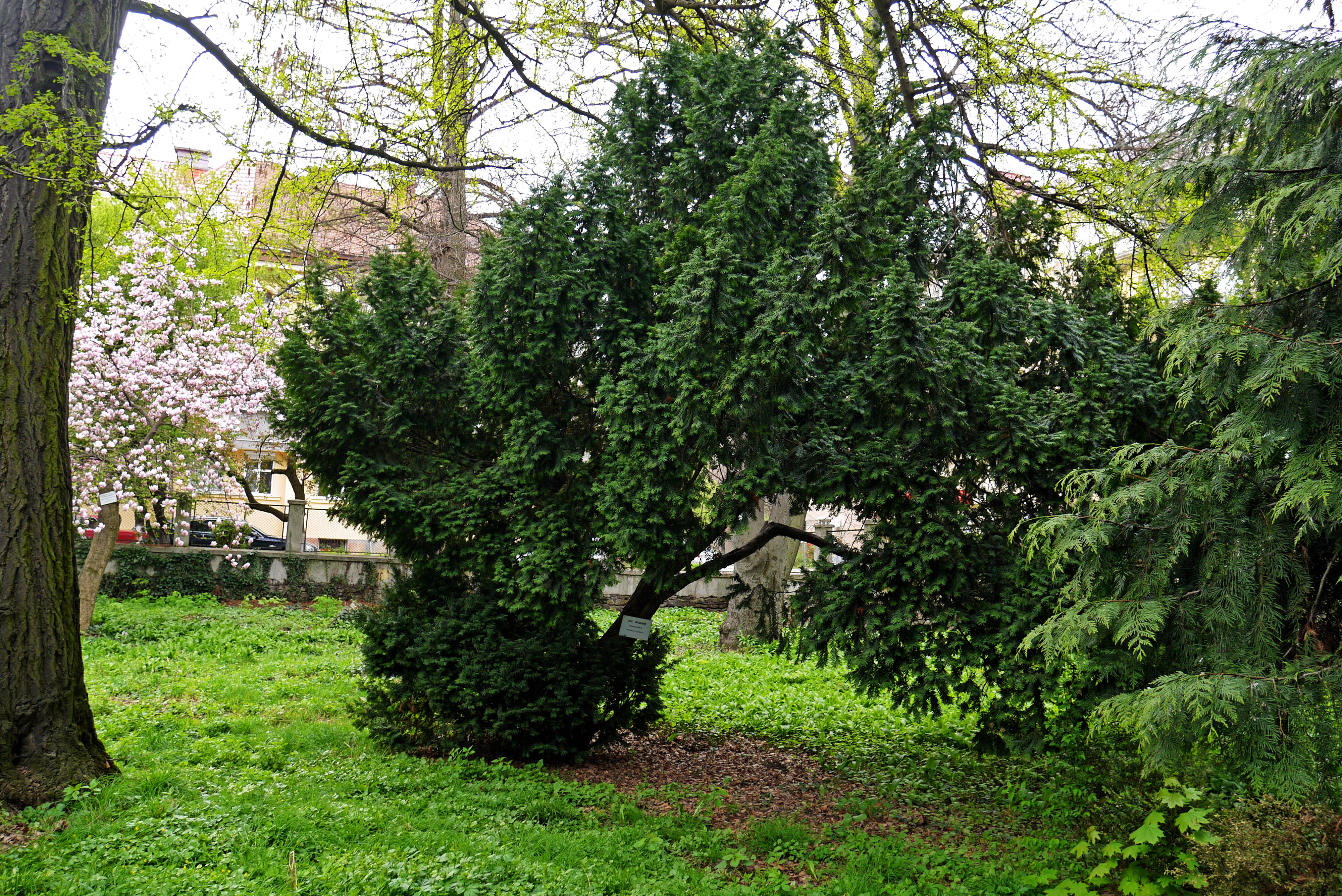
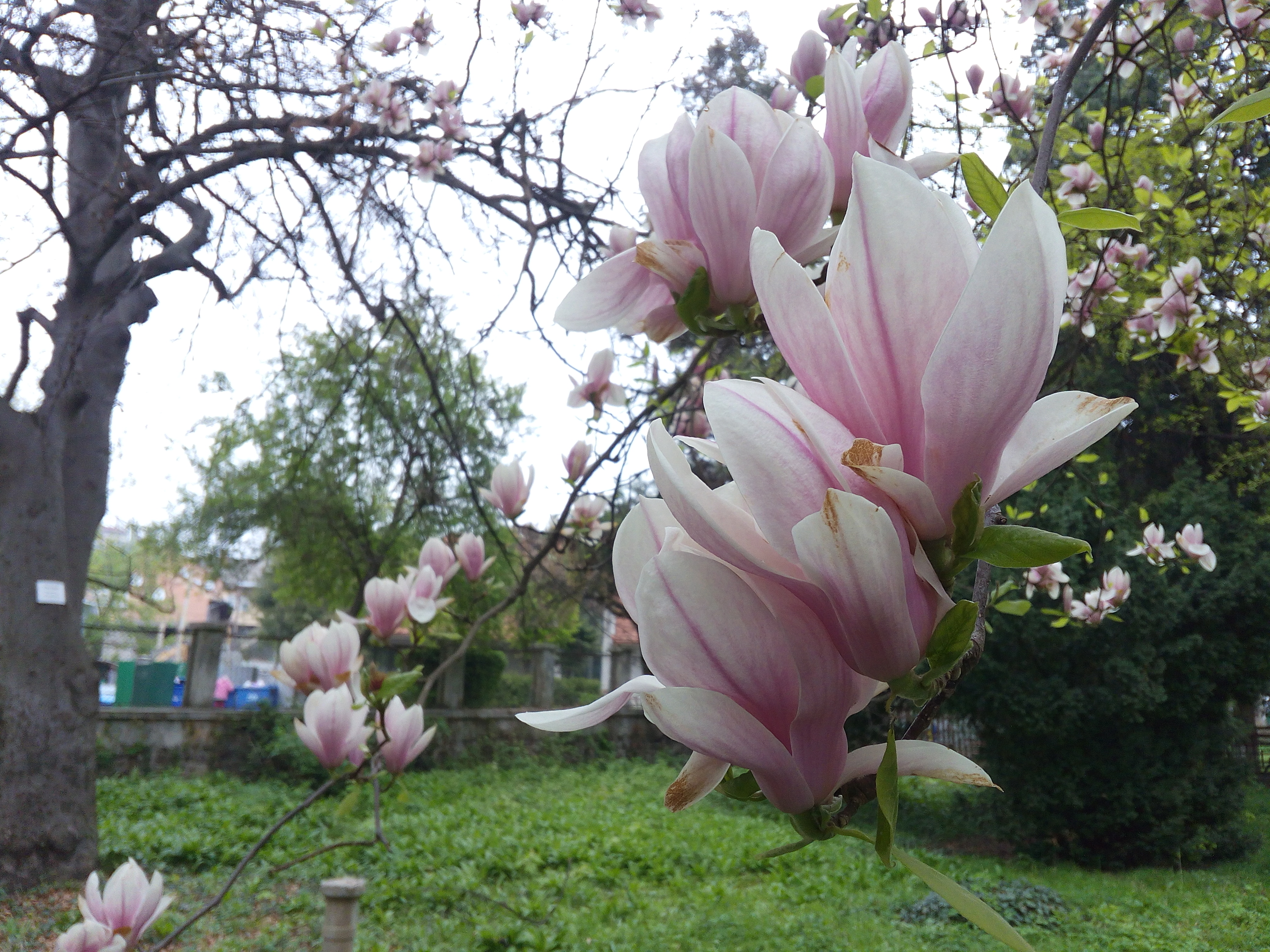